# Siekiera
Siekiera —  польський панк-роковий музичний гурт.

## Історія

### Роки 1983-1984
Гурт Siekiera заснований в 1983 році в Пулавах колишніми членами групи Trafo: гітаристом і автором пісень Томашом Адамським і вокалістом Томашом Будзинським. Прилучилися: другий гітарист Петро Шевчик, басист Даріуш Малиновський і барабанщик Кшиштоф Грела. Перший виступ Siekiera, який мав відбудиться в Любліні (разом із гуртами Kult, Dezerter Abaddon) не здійснився через нездатність Грели. Музиканти, які все-таки вирушили до Любліна, зазнайомилися з Григорійєм Бжозовічем (у той час менеджером гурту Kult), який весною 1984 року зорганізував їх перший концерт у Варшаві в клубі Ремонт під час заходу Рок Фронт. Влітку команда виїхала на Фестиваль Рок-музикантів у Яроцині, на якому виступили двічі (вже без Шевчука – у чотири особи у складі) у конкурсі і в фіналі, ставши одним із переможців - отримала нагороду підсилювач Labsound. Частковий виступ Siekiery, тобто дві пісні: Хвиля і Війна йде записані на компіляційному альбомі різних художників під заголовком Хвиля, випущений Polton в наступному році. Тим часом, після повернення з Яроцина музиканти записали в пулавському "Дому Хіміка", пісні, які пізніше вміщено на касеті Demo Summer '84 (матеріал був випущений офіційно щойно в 2008 році на альбомі На всіх фронтах світу). Пізніше, група взяла участь в подальших подіях: "Рок на острові" (Вроцлав, 25 серпня 1984), Гранд Фестіваль Робиреге (Grand Festival Róbrege, Варшава) і у варшавському клубі "Стодола" переджуючи  американську групу Youth Brigade (жовтень 1984). Після виступу 
в "Стодолі" Сокиру покинули: Томаш Будзинський (непорозуміння з Адамським), який незабаром, разом з Робертом Брилевським створив групу Армія, і Кшиштоф Грела (наприкінці січня 1992 року, був помилково застрелений російською мафіою 
в пулавському клюбі "Під Дубами").

### Роки 1985-1988
Другий склад Сокири

Після покинення групи Будзинським і Грелою до Siekiera приєдналися двох музикантів, Павло Млинарчик які грав на клавішах (екс - Зоо) і перкусист Збігнев Мусинський. 
У лютому 1985 року музиканти записали диск в "Студії Система" в Любліні. У ході сесії, записали 8 треків (до сьогодні офіційно не опубліковані), два з них: Безпечно 
і Я стою, я танцюю, я борюся були використані у фільмі ... Я проти (1985, реж. Андрій Тжос-Раставіецький). Після персональних перестановок в групі, зробили зміни в музиці - Адамський (композитор репертуару Сокиру) відмовився грати справжній панк, щоб грати музику збагачену в клавіші - наближений стиль до нової хвилі. В кінці травня Siekiera записала у студії 4 пісні: Пухнасті Ведмедики, Безпечно, Я стою, я танцюю, 
я борюся і Люди зі сходу, якиі пізніше з'явивилися на Тонпресс синглю (перші дві) і на компіляції різних художників Як панк то панк (наступні дві). У червні група виступила на фестивалі в Ополе, де виграла сесію для Тонпрессу. У 1986 році вийшов новий альбом Нова Олександрія – назва, це посилання на назву Пулав в кінці XIX/XX століття. У 1987 році з новим гітаристом - Веславом Борисевічом Siekiera пробула міні-турне з групою Variété. Пізніше музиканти готували новий матеріал/втілення групи, про що в інтерв'ю сказав Томаш Адамський "Siekiera III", "III стадія втаємничення", "перехід з емоційного стану в глибші думки"- якщо ви хочете більш науково. Ми вже в команді чуємо це і прагнемо. Натомість  публіка почує це в майбутньому. Зараз я просто скажу, що це, перш за все – ритм. Те, що я хочу робити, це "космічна музика" (space music). Через рік Томаш Адамський розв’язав групу і почав працювати в театрі.

### 2008
У січні 2008 року, випустили два альбоми: На всіх фронтах світу, а також 1984, який був випущений виключно на вінілі, він документував перший період групи (коли складалася з вокаліста Томаша Будзинського і перкусиста Кшиштофа Грелі).

## Склад гурту
- Томаш "Dzwon" Адамський - гітара, вокал (1983-1988)
- Даріуш "Malina" Малиновський - вокал (1985-1988), бас (1983-1988)
- Томаш "Budzy" Будзинський - вокал (1983-1984)
- Кшиштоф "Koben" Грела - перкусія (1983-1984)
- Петро Шевчик - гітара (1984)
- Збігнев Мусіньський - перкусія (1985-1988)
- Павло Млинарчик - клавіші (1985-1988)
- Веслав Борсевіч - гітара (1987-1988)

## Дискографія

### Студійні альбоми
- Nowa Aleksandria (1986)
- Na wszystkich frontach świata (2008)
- 1984 (2008)

### Синглі
- Misiowie puszyści (1986)

### Компіляції різних музикантів
- Fala (1985)
- Jak punk to punk (1986)
- 22 Polish Punk Classics (1992)
- PRL: Punk Rock Later (2003)

### Бутлеги
- Demo Summer 84 (1984)
- Koncert Jarocin (1984)
- Róbrege 84 (1984)
- Rock na wyspie – Wrocław '84 (1984)
- Koncert Warszawa Remont (1984)
- Carrousel (1985)
- Sesja dla Radia Lublin (1985)
- Warszawa Riviera-Remont 06.12.86 (1986)
- Atak (1998)
- Fala (2000)